# Final Fantasy XIII-2
Final Fantasy XIII-2 (jap. ファイナルファンタジーXIII-2 Fainaru Fantajī Sātīn Tsū) – komputerowa gra fabularna wydana przez Square Enix na PlayStation 3 i Xbox 360 w 2011 roku (2012 poza Japonią). Jest to sequel gry Final Fantasy XIII z 2010 roku.
Ważnym motywem gry są podróże w czasie – oddaje ona graczowi możliwość przenoszenia się w czasie w danej lokacji oraz w przestrzeni w danym momencie czasowym. Lightning, główna protagonistka poprzedniej gry zniknęła do bliżej nieznanego nam świata i, w przeciwieństwie do prequelu, nie sterujemy już jej poczynaniami, ale pełni ona rolę narratorki. Jej młodsza siostra, Serah Farraon (występująca w poprzedniej grze) wyrusza wraz z młodym mężczyzną, Noelem Kreissem na podróż przez czasoprzestrzeń celem odnalezienia Lightning.